# Verbandsgemeinde Kaiserslautern-Süd
La comunità amministrativa di Kaiserslautern-Süd (Verbandsgemeinde Kaiserslautern-Süd) era una comunità amministrativa della Renania-Palatinato, in Germania.
Faceva parte del circondario di Kaiserslautern.
A partire dal 1º luglio 2019 è stata unita alla comunità amministrativa di Landstuhl per costituire la nuova comunità amministrativa Landstuhl.

## Suddivisione
Comprendeva 6 comuni:
1. Krickenbach
2. Linden
3. Queidersbach
4. Schopp
5. Stelzenberg
6. Trippstadt

Il capoluogo era Kaiserslautern, esterna al territorio della comunità amministrativa.